# Malvasia capblanca
La malvasia capblanca  (Oxyura leucocephala) és un ànec de mida petita. És l'únic ànec que no s'ha aconseguit de fer viure en captivitat.
Aquests ànecs crien a la península Ibèrica i al nord d'Àfrica, amb una població més extensa a l'Àsia central i occidental. Crien en aigües amb molta vegetació de plantes aquàtiques. Es capbussen i neden sota l'aigua. Són omnívors amb predomini dels vegetals. No són propensos a volar i prefereixen nedar.
És una espècie amenaçada per la gran reducció de la població des de principi de segle i la destrucció del seu hàbitat. A Espanya, a més, s'ha hibridat molt amb l'ànec de Jamaica i s'ha organitzat a Europa un programa per erradicar aquesta espècie invasora americana, molt ben establerta al Regne Unit.